# Luca Sito
Luca Sito (* 12. Mai 2003 in Mailand) ist ein italienischer Sprinter, der sich auf den 400-Meter-Lauf spezialisiert hat und aktuell Inhaber des Landesrekordes ist. 2024 wurde er Vizeeuropameister in der Mixed-Staffel über 4-mal 400 Meter.

## Sportliche Laufbahn
Erste internationale Erfahrungen sammelte Luca Sito im Jahr 2022, als er bei den U20-Weltmeisterschaften in Cali mit 48,03 s in der ersten Runde über 400 Meter ausschied und mit der italienischen 4-mal-400-Meter-Staffel mit 3:08,55 min den Finaleinzug verpasste. Im Jahr darauf schied er bei den U23-Europameisterschaften in Espoo mit 46,34 s im Halbfinale über 400 Meter aus und siegte in 3:02,49 min im Staffelbewerb. Bei den World Athletics Relays 2024 in Nassau belegte er in 3:01,60 min den fünften Platz in der Finalrunde über 4-mal 400-Meter und anschließend gewann er bei den Europameisterschaften in Rom mit der Mixed-Staffel in 3:10,69 min gemeinsam mit Anna Polinari, Edoardo Scotti und Alice Mangione die Silbermedaille hinter dem irischen Team und stellte damit einen neuen Landesrekord auf. Zudem belegte er über 400 Meter in 45,04 s den fünften Platz und verbesserte im Semifinale den italienischen Landesrekord auf 44,75 s, während er mit der Männerstaffel in 3:00,81 min gemeinsam mit Vladimir Aceti, Riccardo Meli und Edoardo Scotti die Silbermedaille hinter dem belgischen Team gewann. Im August belegte er bei den Olympischen Sommerspielen in Paris in 3:11,84 min den sechsten Platz in der Mixed-Staffel und schied über 400 Meter mit 45,01 s im Halbfinale aus. Zudem gelangte er mit der Männerstaffel mit 2:59,72 min im Finale auf Rang sieben. 
2025 schied er bei den Halleneuropameisterschaften in Apeldoorn mit 46,67 s in der ersten Runde über 400 Meter aus. Im Juli schied er bei den U23-Europameisterschaften in Bergen mit 46,56 s im Halbfinale über 400 Meter aus und belegte mit der 4-mal-400-Meter-Staffel in 3:06,91 min den sechsten Platz.
In den Jahren 2022 und 2023 wurde Sito italienischer Meister in der 4-mal-400-Meter-Staffel im Freien sowie 2023 und 2024 auch in der Halle. Zudem wurde er 2025 Hallenmeister über 400 Meter.

## Persönliche Bestleistungen
- 200 Meter: 20,72 s (+1,8 m/s), 30. Juni 2024 in La Spezia
- 400 Meter: 44,75 s, 9. Juni 2024 in Rom (italienischer Rekord)
  - 400 Meter (Halle): 46,15 s, 23. Februar 2025 in Ancona